# Arnold Rörling
Ulrik Arnold Rörling, född 5 augusti 1912 i Överluleå församling, Norrbottens län, död 26 april 1972 i Överluleå församling, Norrbottens län, var en svensk journalist och författare.

## Biografi
Rörling föddes 1912 i Överluleå församling som son till småbrukaren Oskar Fridolf Rörling och Hulda Sundqvist. Rörling studerade vid Sunderby folkhögskola 1930–1932 och på LO-skolan 1941. Han blev journalist på Norrländska Socialdemokraten 1943, på Åhlén & Åkerlunds förlag 1946, på A-pressens Stockholmsredaktion 1947 och åter på Norrländska Socialdemokraten från 1950. Han vann andra pris i Folket i bilds romanpristävlan 1941 med Rallare i by.
Rörlingstipendiet instiftades 1973 till hans minne.
Rörling gifte sig 19 april 1941 i Stockholm med Gertrud Lindqvist (1919–2013). Hon var dotter till svarvaren Sigurd Lindqvist och Ester Amalia Lindkvist.